# Imotski
Imotski (tyska: Eimot, italienska: Imoschi) är en stad i det dalmatinska inlandet i Kroatien med 10 902 invånare (2011). Staden ligger i Split-Dalmatiens län, nära gränsen till Bosnien-Hercegovina, 20 km från Adriatiska havet och 60 km från Split.

### Fotnoter
1. 1 2  ”Census of Population, Households and Dwellings 2011, First Results by Settlements” (på engelska och kroatiska) ( PDF). Kroatiska statistiska centralbyrån. Arkiverad från originalet den 19 augusti 2014. https://web.archive.org/web/20140819030849/http://www.dzs.hr/Hrv_Eng/publication/2011/SI-1441.pdf. Läst 25 oktober 2013.